# 四平市
四平市是中华人民共和国吉林省下辖的地级市，位于吉林省西南部。市境北接松原市、长春市，东邻吉林市、辽源市，南界辽宁省铁岭市，西毗内蒙古自治区通辽市。地处辽河平原北端，大黑山山前台地。东辽河贯穿市境中部，西部有西辽河、新开河，东部有伊通河，市人民政府驻铁西区。四平地处东北亚区域中心地带，铁路、公路四通八达，是中国东北地区重要的交通枢纽，位于东北振兴哈大发展轴上，是哈长城市群重要战略支点市，吉林省向南开放的桥头堡。

## 歷史
四平的历史可以追溯到3000年的商朝。燕国遗址表明汉族在春秋时期已开始进入中国东北地区。境内原住民族包括扶余、高句丽、契丹、女真、蒙古和朝鲜族等。
汉朝至两晋十六国属扶余国。南北朝至唐朝初期为高句丽境地，唐朝后期属渤海国扶余府的扶州，辽朝属东京道通州，金朝归咸平路韩州，元朝属开元路，明朝属辽东都司北境。
清朝属内蒙古哲里木盟，后划归昌图厅。光绪四年（1878年），设置奉化县新恩社，治所设在四平街（今昌图县老四平）。光绪二十四年（1898年），沙俄修建的东清铁路南满洲支线在今四平设站。至光绪二十九年（1903年）7月，南满支线全线通车，正式定名为“四平街站”，四平开始成为区域性的商业中心。1907年后，四平的经济在南满铁路的带动下稳步增长。

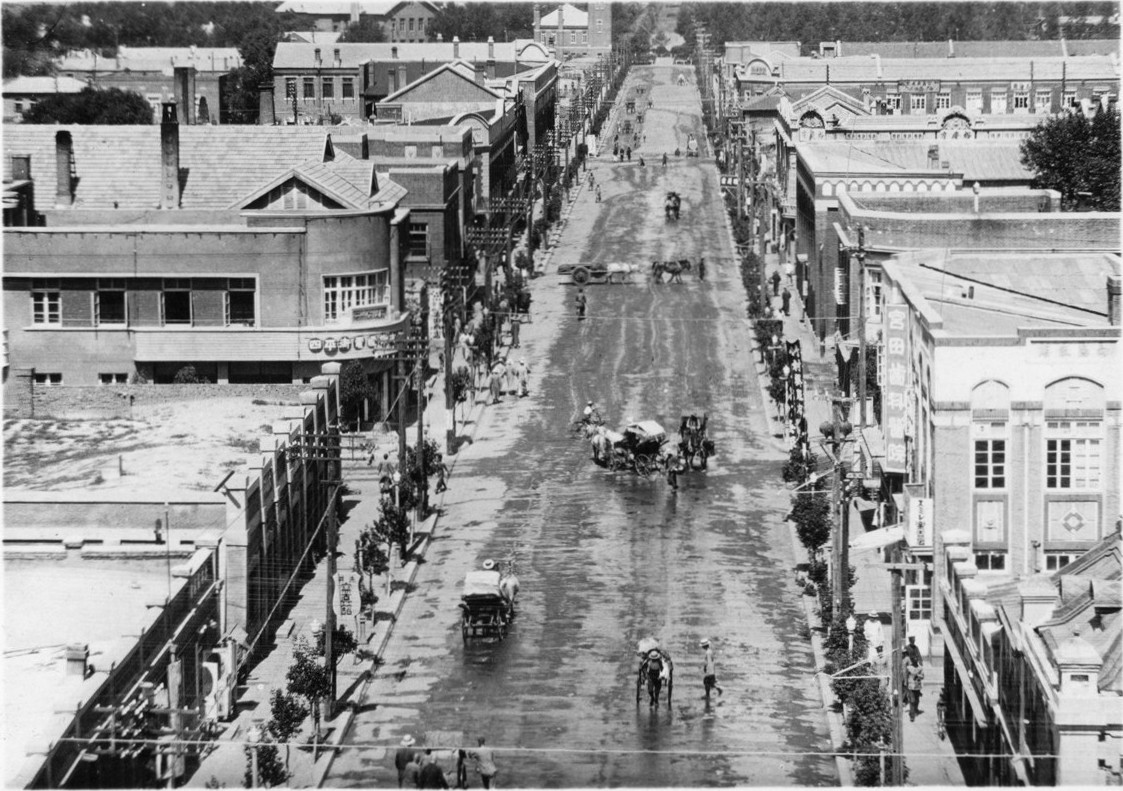
1930年代的四平街滿鐵附屬地

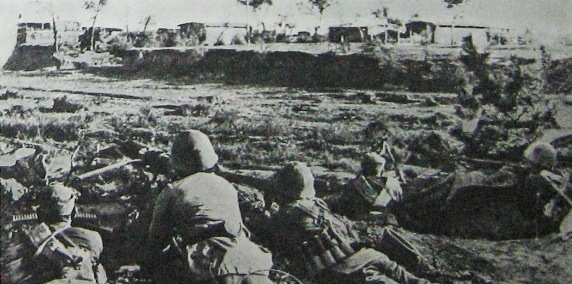
国共内战四平战役

1921年，新镇建成，名为“四平街”。1931年，日本军入侵东北，建立满洲国，期间四平建立了以农业为基础的产业，包括酿酒，榨油和面粉等。1937年12月，满洲国设立“四平街市”，隶属奉天省。1941年7月，满洲国析奉天省建置“四平省”，“四平街市”改为“四平市”。
抗日战争之后，苏联军占领四平，1946年1月，国民政府接管四平。后中国共产党和国民党爆发内战，四平经历了几次重大战役。战争结束后，四平几乎被毁。
- 第一次四平战役：1946年3月15日－3月17日。东北民主联军6000多人从国军手中夺取四平。
- 第二次四平战役：1946年4月18日－5月18日。国民政府东北保安司令长官杜聿明，率其部下新六军、新一军、七十一军，攻下四平街。林彪部队十万余人撤退。在四野作战副科长王继芳向中华民国政府军投诚的影响下，国军大举往长春、永吉进攻。
- 第三次四平战役：1947年6月11日－6月30日。解放军反攻，国军坚守。解放军东北民主联军总指挥林彪、罗荣桓，前线指挥李天佑、洪学智、邓华。这是解放军第一次大城市攻坚战。国军前线指挥71军陈明仁。最终东北民主联军的进攻失败。
- 第四次四平战役：1948年3月4日－3月13日。东北民主联军正式改称东北人民解放军。解放军动员第一纵队、第三纵队、第七纵队14万苏械日械步兵绝对优势兵力进攻四平。3月4日开始外围战斗，3月12日开始总攻，3月13日结束。全部歼俘四平一万四千余名守军，总攻不到一天就拿下四平。

1949年5月，撤销遼北省，四平市改属辽西省。1954年7月，撤销辽西省，四平市划归吉林省。1958年10月，设立四平专区，四平市归四平专区管辖。1983年8月，撤销四平专区，设立四平市（地级市）。四平市设立铁西区、铁东区，辖怀德县、梨树县、伊通县、双辽县。1985年3月，撤销怀德县，设立公主岭市（地级市），伊通县划归公主岭市。四平市辖铁西区、铁东区、梨树县、双辽县。1986年1月，公主岭市改为县级市，由四平市代管；伊通县划归四平市。四平市辖铁西区、铁东区、梨树县、双辽县、伊通县。1988年8月30日，撤销伊通县，设立伊通满族自治县。四平市辖铁西区、铁东区、梨树县、双辽县、伊通满族自治县。1996年5月，双辽县升格为双辽市（县级市），由四平市代管。四平市辖铁西区、铁东区、梨树县、双辽市（县级市）、伊通满族自治县。2000年6月，经省政府批准在增设辽河农垦管理区（驻地为梨树县孤家子镇）。2013年9月18日，公主岭市（县级市）开始成为吉林省的省管县试点城市，并赋予其部分地级市经济和社会管理权限，但其他权限仍受四平市管辖，在地理划分上仍属四平市范围。2020年6月19日，公主岭市正式划归长春市代管，在地理划分上不再属四平市范围而改属长春市范围。

## 地理
四平市位于平原和丘陵地带之间的过渡，东南为丘陵地带，西北为松辽平原。全市属温带半湿润季风气候，年降水量630毫米左右，主要集中于六月至八月，年均温7.0℃，1月均温−12.9℃，7月均温23.9℃。冬季长，寒冷，多风，干燥；夏季炎热和潮湿。
| 1981−2010年间四平市的平均气象数据                     | 1981−2010年间四平市的平均气象数据 | 1981−2010年间四平市的平均气象数据 | 1981−2010年间四平市的平均气象数据 | 1981−2010年间四平市的平均气象数据 | 1981−2010年间四平市的平均气象数据 | 1981−2010年间四平市的平均气象数据 | 1981−2010年间四平市的平均气象数据 | 1981−2010年间四平市的平均气象数据 | 1981−2010年间四平市的平均气象数据 | 1981−2010年间四平市的平均气象数据 | 1981−2010年间四平市的平均气象数据 | 1981−2010年间四平市的平均气象数据 | 1981−2010年间四平市的平均气象数据 |
| 月份                                                  | 1月                               | 2月                               | 3月                               | 4月                               | 5月                               | 6月                               | 7月                               | 8月                               | 9月                               | 10月                              | 11月                              | 12月                              | 全年                              |
| ----------------------------------------------------- | --------------------------------- | --------------------------------- | --------------------------------- | --------------------------------- | --------------------------------- | --------------------------------- | --------------------------------- | --------------------------------- | --------------------------------- | --------------------------------- | --------------------------------- | --------------------------------- | --------------------------------- |
| 平均高温 °C（°F）                                     | −7.5 (18.5)                       | −2.4 (27.7)                       | 5.4 (41.7)                        | 15.7 (60.3)                       | 22.6 (72.7)                       | 27.1 (80.8)                       | 28.1 (82.6)                       | 27.5 (81.5)                       | 22.9 (73.2)                       | 14.7 (58.5)                       | 3.3 (37.9)                        | −4.7 (23.5)                       | 12.7 (54.9)                       |
| 日均气温 °C（°F）                                     | −13.2 (8.2)                       | −8.4 (16.9)                       | −0.3 (31.5)                       | 9.6 (49.3)                        | 16.6 (61.9)                       | 21.6 (70.9)                       | 23.7 (74.7)                       | 22.7 (72.9)                       | 16.6 (61.9)                       | 8.4 (47.1)                        | −1.9 (28.6)                       | −10.0 (14.0)                      | 7.1 (44.8)                        |
| 平均低温 °C（°F）                                     | −17.9 (−0.2)                      | −13.5 (7.7)                       | −5.6 (21.9)                       | 3.6 (38.5)                        | 10.6 (51.1)                       | 16.4 (61.5)                       | 19.7 (67.5)                       | 18.3 (64.9)                       | 10.9 (51.6)                       | 2.9 (37.2)                        | −6.4 (20.5)                       | −14.4 (6.1)                       | 2.1 (35.7)                        |
| 平均降水量 mm（）                                     | 5.8 (0.23)                        | 5.1 (0.20)                        | 16.8 (0.66)                       | 28.2 (1.11)                       | 50.2 (1.98)                       | 89.1 (3.51)                       | 167.6 (6.60)                      | 148.9 (5.86)                      | 43.9 (1.73)                       | 26.9 (1.06)                       | 14.5 (0.57)                       | 7.2 (0.28)                        | 604.2 (23.79)                     |
| 平均降水天数（≥ 0.1 mm）                              | 4.4                               | 4.4                               | 5.1                               | 7.3                               | 10.4                              | 12.7                              | 15.3                              | 12.0                              | 8.5                               | 6.8                               | 5.4                               | 4.7                               | 97.0                              |
| 平均相對濕度（％）                                    | 66                                | 59                                | 52                                | 48                                | 52                                | 64                                | 78                                | 78                                | 69                                | 62                                | 62                                | 65                                | 63                                |
| 月均日照時數                                          | 204.0                             | 209.2                             | 249.2                             | 246.3                             | 263.6                             | 246.0                             | 212.2                             | 222.5                             | 241.1                             | 225.5                             | 182.8                             | 181.1                             | 2,683.5                           |
| 可照百分比                                            | 71                                | 71                                | 68                                | 62                                | 59                                | 54                                | 46                                | 52                                | 64                                | 66                                | 63                                | 65                                | 61                                |
| 来源：中国气象局（1971−2000年间的降水天数和日照数据） |                                   |                                   |                                   |                                   |                                   |                                   |                                   |                                   |                                   |                                   |                                   |                                   |                                   |

## 政治

### 现任领导
| 机构     | · 中国共产党 · 四平市委员会 | 四平市人民代表大会 常务委员会 | 四平市人民政府    | · 中国人民政治协商会议 · 四平市委员会 |
| 职务     | 书记                        | 主任                          | 市长              | 主席                                  |
| -------- | --------------------------- | ----------------------------- | ----------------- | ------------------------------------- |
| 姓名     | 王相民                      | 王柏仲                        | 陈德明            | 侯川                                  |
| 民族     | 汉族                        | 汉族                          | 汉族              | 汉族                                  |
| 籍贯     | 吉林省镇赉县                | 吉林省梨树县                  | 吉林省扶余市      | 吉林省梨树县                          |
| 出生日期 | 1970年5月（55歲）           | 1966年3月（59歲）             | 1969年4月（56歲） | 1967年4月（58歲）                     |
| 就任日期 | 2024年1月                   | 2024年1月                     | 2023年2月         | 2021年1月                             |

### 历任领导
| 市委书记 - 魏运国 - 可沐云 - 王玉芳（－1989年12月） - 苏荣（1989年12月－1992年11月） - 李世学（1992年11月－1996年1月） - 臧胜业（1996年1月－1998年12月） - 荀凤栖（1998年12月－2000年12月） - 马俊清（2000年12月－2003年1月） - 张元富（2003年4月－2006年9月） - 王克成（2006年9月－2010年4月） - 刘喜杰（2010年4月－2015年10月） - 赵晓君（2015年10月－2018年3月） - 韩福春（2018年3月－2020年5月） - 郭灵计（2020年5月－2024年1月） - 王相民（2024年1月－） | 市长 - 郭永德（1983年9月－1985年3月） - 高树山（1985年3月－1985年12月） - 郭永德（1986年1月－1991年3月） - 李世学（1991年3月－1992年11月） - 臧胜业（1992年11月－1996年3月） - 骆德春（1996年3月－1998年6月） - 赵胜堂（1998年6月－1999年8月） - 栗振国（1999年8月－2004年2月） - 王克成（2004年2月－2006年9月） - 李福升（2006年9月－2008年5月） - 刘喜杰（2008年5月－2010年4月） - 石国祥（2010年4月－2015年1月） - 王振才（2015年1月－2016年11月） - 韩福春（2016年11月－2018年4月） - 郭灵计（2018年4月－2020年5月） - 胡斌（2020年5月－2023年2月） - 陈德明（2023年2月－） |

### 行政区划
四平市现辖2个市辖区、1个县、1个自治县，代管1个县级市。
- 市辖区：铁东区、铁西区
- 县级市：双辽市
- 县：梨树县
- 自治县：伊通满族自治县

## 人口
2022年末全市总人口208.6万人，市区人口65.8万人，占总人口31.54%。
根据2020年第七次全国人口普查，全市常住人口为1,814,733人。同第六次全国人口普查的2,292,220人相比，十年共减少了477,487人，下降20.83%，年平均增长率为-2.31%。其中，男性人口为904,701人，占总人口的49.85%；女性人口为910,032人，占总人口的50.15%。总人口性别比（以女性为100）为99.41。0－14岁的人口为214,768人，占总人口的11.83%；15－59岁的人口为1,155,658人，占总人口的63.68%；60岁及以上的人口为444,307人，占总人口的24.48%，其中65岁及以上的人口为306,398人，占总人口的16.88%。居住在城镇的人口为935,799人，占总人口的51.57%；居住在乡村的人口为878,934人，占总人口的48.43%。

### 民族
全市有汉、满、蒙古、回、朝鲜、壮、锡伯等30个民族。全市常住人口中，汉族人口为1,632,366人，占89.95%；各少数民族人口为182,367人，占10.05%。与2010年第六次全国人口普查相比，汉族人口减少445,604人，下降21.44%，占总人口比例下降0.7个百分点；各少数民族人口减少31,883人，下降14.88%，占总人口比例增加0.7个百分点。其中，满族人口减少43,762人，下降22.57%，占总人口比例下降0.19个百分点；朝鲜族人口增加8,590人，增长236.51%，占总人口比例增加0.52个百分点；蒙古族人口增加3,286人，增长43.57%，占总人口比例增加0.27个百分点。
| 民族名称                | 汉族      | 满族    | 朝鲜族 | 蒙古族 | 回族  | 苗族 | 锡伯族 | 侗族 | 土家族 | 壮族 | 其他民族 |
| ----------------------- | --------- | ------- | ------ | ------ | ----- | ---- | ------ | ---- | ------ | ---- | -------- |
| 人口数                  | 1,632,366 | 150,146 | 12,222 | 10,828 | 6,742 | 366  | 264    | 246  | 231    | 197  | 1,125    |
| 占总人口比例（%）       | 89.95     | 8.27    | 0.67   | 0.60   | 0.37  | 0.02 | 0.01   | 0.01 | 0.01   | 0.01 | 0.06     |
| 占少数民族人口比例（%） | －        | 82.33   | 6.70   | 5.94   | 3.70  | 0.20 | 0.14   | 0.13 | 0.13   | 0.11 | 0.62     |

## 资源
矿产资源丰富，各种矿藏达37种。金属矿藏主要有铁、锰、铜、锌、金、银等， 其中银的储量全国第一，世界第二。非金属矿藏主要有石灰石、硅灰石、大理石、膨润土、石英砂的储量居世界前列。地下资源主要有煤。
土特产有红花、圆参、山里红、榛子、海棠。盛产葡萄、红果、人参、鹿茸、甜菜、蘑菇和野生药材。

## 经济
这里的温带大陆性气候和肥沃的黑土地适合于农作物的生长，玉米、水稻、大豆、葵花籽、小麦等优势突出；其中玉米和葵花籽的产量和出口量均占全国第一位。全市粮食总产量、出口量均占全国第一位，总产量连年突破50亿千克。畜牧业也比较发达，猪、牛、羊禽也连续几年呈两位数增长，是国家重点牛、羊肉、填鸭生产基地。
工业以机械、能源、化工、食品为主体，有电子、纺织、军工、电力、钢铁、卷烟、造纸40多个行业，省以上优质产品250多种。在全国占重要地位的产品有联合收割机、轮式装载机、鼓风机、改装汽车、钨钼制品、玻璃、卷烟等。

## 交通

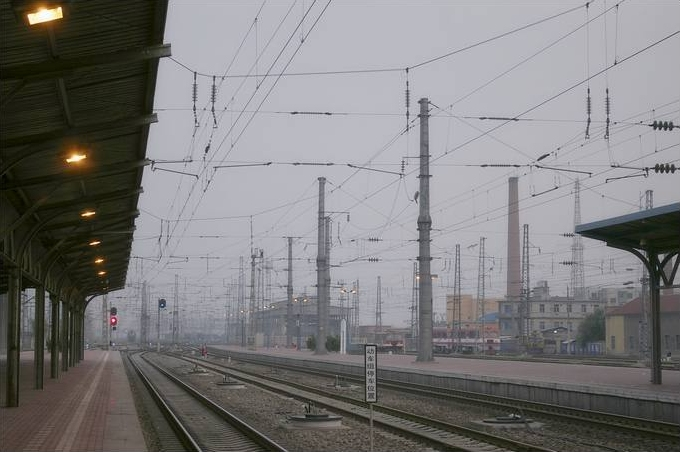
四平火车站月台

东北地区重要交通枢纽之一。京哈、平齐、四梅铁路和哈大客运专线在此交汇。北哈、阿柴干线公路在此交会。
四平火车站位于铁西区英雄大路，是全国18大编组站之一，沈阳铁路局直属一等站。京哈、平齐、四梅、哈大高速铁路客运专线等多条铁路在市区交汇，客货向北通向长春，哈尔滨和黑龙江大部分城市，向南通向沈阳、大连、北京和国内大部分城市，地理位置优越，战略位置显著。上下行自动化驼峰，站线79条，客场规模为3台(1侧2岛)10线，客流流动方向为上进下出。车站接发列车日均330列，编解列车日均80多列。
四平东站位于紫气大路东起始端，地处哈大客运专线节点位置。四平东站站台型式为2台6线，旅客最高聚集人数为1000人，预计2030年年发送量1104万人。站房综合楼批复面积为5300平方米，其中旅客客运面积为4000平方米，其他设备用房面积为1300平方米。广场与站台面高差为-3.68米，车站形式为线侧下式车站，进出站形式为“下进下出”。
黑龙江同江至海南三亚、大庆至广州、长春至深圳高速公路（长深高速公路）和国省道贯穿四平东西南北。
四平居东北交通中心，公铁交通十分发达，是哈大、平齐、四梅铁路交汇处。四平站是东北十大客货混合编组站之一，一昼夜编组和通过客、货列车百余列，并有京哈、集锡、明沈三条干线公路由此经过。是东北中部的重要交通枢纽和军事上的战略要地，历来为兵家必争之地。解放战争中，著名的四平战役发生于此，有“英雄城”之称。又是吉辽两省经济交流的“桥头堡”。
高速公路： 京哈高速，集通高速公路， 大广高速， 长深高速，长营高速公路，铁朝高速公路（京四高速），伊辽高速公路与长双高速公路。
国道： 102国道， 232国道， 303国道。四平市还有一条环城一级公路，在东南西北四个方向分别与 102国道， 232国道， 303国道相连。
四平距大连国际航运中心550公里，距长春龙嘉国际机场、沈阳桃仙国际机场仅1个多小时车程，四平本地的军民两用机场即将开通国内航班。

## 教育

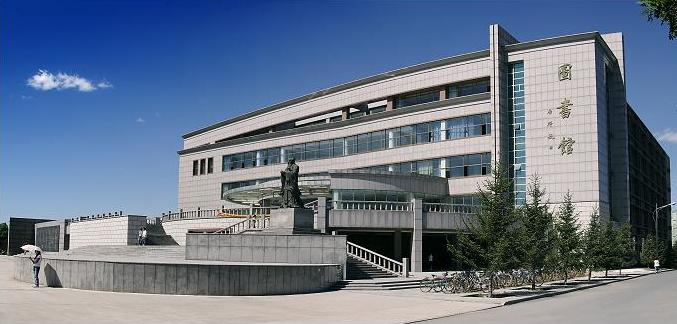
吉林师范大学图书馆

2000年末，四平市共有普通高校3所，在校生9538人；中等专业学校10所，在校生11013人；普通中学194所，在校生16.46万人；农、职业中学16所，在校生7750人；小学1262所，在校生30.9万人。
其中有省重点大学吉林师范大学，前身为四平师范学院。学校在上个90年代以来有较快发展，在东北高校中的地位日益显现。
还有吉林省示范性高职院校四平职业大学。

## 全国重点文物保护单位
- 二龙湖古城遗址
- 偏脸城城址
- 二郎山庄
- 叶赫部城址
- 后太平遗址群
- 大青山遗址
- 五家子城址
- 友谊村墓群

## 名胜古迹
现存有叶赫古城遗址，辽、金时代的昭苏城遗址等古迹多处。纪念地有革命烈士纪念塔、烈士陵园。

## 媒体
- 四平广播电视台（相关条目：四平广播电视台主频道）
- 四平日报

## 文化

### 美食
- 李连贵熏肉大饼
- 猪肉炖粉条
- 朝鲜冷面

## 对外交往
四平市与日本长野县须坂市、美国威斯康星州沃索市、俄罗斯马哈奇卡拉市建立友好城市。全市有三资企业近300家。共有60多处较大的宾馆和饭店，其中包括三星级的四平宾馆、吉平宾馆以及二星级的红嘴宾馆。